# Saint-Sauveur-en-Rue
Saint-Sauveur-en-Rue är en kommun i departementet Loire i regionen Auvergne-Rhône-Alpes i centrala Frankrike. Kommunen ligger i kantonen Bourg-Argental som tillhör arrondissementet Saint-Étienne. År 2022 hade Saint-Sauveur-en-Rue 1 083 invånare.

## Befolkningsutveckling
Antalet invånare i kommunen Saint-Sauveur-en-Rue
| Referens: INSEE |